# Shadow of the Colossus
Shadow of the Colossus is een Japanse action-adventure computerspel voor de PlayStation 2, ontwikkeld en uitgegeven door Sony Computer Entertainment in Japan en de Verenigde Staten in 2005 en in Europa in 2006. Het spel is door dezelfde makers gemaakt als Ico.
De protagonist, Wander genaamd, een dappere jongen, wil zijn overleden geliefde (Mono) tot leven wekken. Hij hoort verhalen van een zogeheten Dormin die de doden terug kan brengen naar deze wereld en wil er alles aan doen om van die verhalen werkelijkheid te maken. Hij hoort dat de enige manier om zijn queeste te vervullen is de colossi te verslaan. Hij steelt hiervoor een magisch zwaard uit zijn dorp: de enige manier colossi te verslaan is namelijk door met het zwaard de zwakke plek van de colossus te vinden en toe te slaan. De colossi zijn wonderbaarlijke kolossale wezens die in een andere wereld leven.
De jongen vertrekt naar de andere wereld in gezelschap van zijn paard Agro, het levenloze lichaam van zijn geliefde, het gestolen magische zwaard en een boog. Wanneer hij aankomt in de "shrine of worship" in de andere wereld hoort hij een mysterieuze stem die hem vertelt dat hij alle colossi moet doden om zijn liefste terug te brengen, de verhalen vertellen de waarheid.

## Verhaallijn
Wander en zijn paard komen vermoeid aan en stappen over een lange hoge brug die leidt naar een enorm gebouw: de tempel waarheen ze gaan. Ze dalen een spiraalvormige trap af na het betreden van de tempel. In de tempel stapt Wander van zijn paard, neemt Mono’s lichaam mee en betreedt enkele treden waar hij haar neerlegt op een altaar dat compleet in het zonnelicht baadt.
Achter hem verschijnen er stilaan zwarte schimmen die hem op een traag tempo proberen te bereiken. Wander draait zich om en haalt zijn zwaard uit de schede. Hij richt het op de schimmen tot ze allen verdwijnen. Plots klinkt er een goddelijke stem uit de lucht en zegt hem dat hij het ‘Oude Zwaard’ (Ancient Sword) bezit. Wander vraagt op zijn beurt of de stem de Dormin is. Wander vertelt een kort verhaal over Mono's dood en maakt duidelijk wat hij zoekt: een manier om Mono opnieuw levend in zijn armen te sluiten.
Dormin vraagt of het niet de normale gang van zaken is dat mensen komen en gaan, maar geeft ook aan dat Wander's wens niet onmogelijk is. Maar, zegt Dormin, de prijs die hij hier voor moet betalen, is hoog. Ongeacht wat deze prijs is, Wander zet verder door met zijn plan. Zolang hij maar Mono opnieuw tot leven kan wekken. De Dormin geeft Wander een opdracht: in het land lopen Colossi rond, gigantische constructies bestaande uit steen, gras etc. Aan de muren in de tempel staan aan elke zijde, links en rechts, evenwijdig 8 grote stenen figuren. Telkens hij een Colossus neer weet te halen, zal er een van de ‘idols’ vernietigd worden. In totaal staan er hem dus 16 grote uitdagingen te wachten. En zo vertrekt hij tezamen met Agro door de bossen, open vlaktes, bergen en ruïnes van dit verboden land.
Al vrij snel komt hij de eerste Colossus tegen en met grote twijfel over hoe het beest te bestrijden valt hij aan. Dankzij de hulp van de goddelijke stem van Dormin komt hij te weten dat hij zijn zwaard in het licht moet houden om de zwakke plekken te ontdekken van elke Colossus. Daarna duurt niet lang vooraleer deze grote constructie in het zand bijt (zowel letterlijk als figuurlijk). Wander springt van de verslagen Colossus en ziet hoe deze plots in totale duisternis wordt omhuld. Hieruit komen verscheidene, zwarte, schaduwachtige tentakels tevoorschijn die zich met grote kracht in Wander lijken te boren, waardoor deze totaal bewusteloos valt op de grond.
Hij ontwaakt in de tempel vlak voor de treden van het altaar waar Mono nog steeds vredig wacht, bewusteloos  en met het zwaard in zijn hand. Er staat een schim naar hem te kijken. Plots wordt het eerste stenen beeld compleet in licht gehuld wordt en knalt uiteen in stukken. Als Wander wakker wordt is de schim verdwenen. Dormin zegt hem waar de volgende colossus te vinden is en via de bundels van de lichtstralen die weerspiegelen via zijn zwaard, weet hij waarheen te gaan. Agro verschijnt in de tempel, klaar voor de volgende uitdaging.
Dit ritueel wordt herhaald en herhaald. Telkens opnieuw wordt de verslagen Colossus gehuld in de duisternis en verschijnen de mysterieuze tentakels. Telkens opnieuw verschijnt er een extra schim naast Wander's bewusteloze lichaam na een overwinning op een Colossus en wordt er een ‘idol’ meer verbrijzeld tot stof en zand. Nadat de achtste colossus verslagen is, krijgt Wander echter een droom waarin hij Mono ziet ontwaken. Stilaan verandert Wander ook van uiterlijk: zijn haar wordt donkerder, zijn kleren beginnen meer verscheurd, bebloed te worden, zijn huid krijgt er littekens bij en deze wordt ook bleker met de verslagen Colossus. Maar Wander geeft niet op en strijdt door. Een tweede videoscene laat zien hoe een groep gewapende ruiters en een man met een vreemd uilenmasker dichter bij de tempel komen.
De laatste Colossus is aan de beurt na een aaneenschakeling van lange, vermoeiende gevechten. De laatste Colossus bevindt zich helemaal zuidelijk ergens weggestopt op een berg. Opnieuw dient Agro als vervoermiddel en dus maken ze hun weg naar daar. Maar bij het oversteken van een gammele brug tijdens de beklimming van de berg valt Agro de diepte in tezamen met de zware blokken steen. Wander blijft met een wrange nasmaak en wroeging tegen de laatste Colossus achter en klimt verder. Hij komt boven aan en plots verandert het weer compleet. Donkere wolken, zware regen en schrikwekkende bliksemschichten tonen al aan dat Wander nu pas aan zijn proefstuk toe is.
Na deze allerlaatste en afmattende strijd valt Wander opnieuw bewusteloos op de grond. Intussen komen de ruiters en de geheimzinnige man aan in het verboden land en leggen hetzelfde pad af als Wander. In de tempel zien ze hoe het laatste stenen beeld voor hun ogen ontploft. En dan merken ze Mono’s lichaam op op het altaar.
De zonnestralen kruipen opnieuw over de horizon en tonen het beeld van de verslagen, laatste Colossus en van de bewusteloze Wander die er nu nog angstaanjagender uitziet dan voordien. Een onzichtbare kracht heft zijn lichaam op en brengt hem  naar de tempel. Terwijl dat de man met het masker een zegen uitspreekt over Mono's lichaam, wordt dat van Wander neergelegd zoals voordien. Maar deze keer valt het zwaard van hem weg om enkele meters verder in de grond te blijven steken. De jongen staat op, bijna compleet in de ban van de donkere kracht die nu in hem huishoudt en probeert Mono te bereiken, terwijl de schimmen weer hun intrede maken achter hem en hem volgen. Nu pas wordt duidelijk waarom de schimmen hem voordien niets deden: ze werden door het zwaard, dat hij vasthield, afgeschrikt.
De uilenman, genaamd Emon, geeft een woordje uitleg: “Dus jij was het toch uiteindelijk. Heb je enig idee wat je hebt gedaan?! Niet alleen heb je het zwaard gestolen en dit vervloekte land betreden… je hebt ook gebruikgemaakt van de verboden spreuk. Om beperkt te worden tot zulk zicht… Je werd de hele tijd gebruikt. Wis dit kwaad uit.”
Een van de soldaten spant zijn boog en pijl op om te schieten terwijl Emon reageert: “Kijk… hij is bezeten door de doden. Haast je en doe het!” De soldaat vuurt de pijl af in Wander’s been waardoor hij tegen de vlakte ligt en kermt van de pijn. De soldaat komt iets dichter staan, trekt zijn zwaard en richt deze op de borstkas van de jongen. Emon spreekt opnieuw: “Het is beter om hem uit zijn lijden te verlossen dan hem te laten bestaan, vervloekt zoals hij is.” De soldaat heft het zwaard omhoog en steekt het door Wander’s hart.
Maar de jongen staat recht, probeert nog naar Mono te stappen en zakt uiteindelijk in elkaar na het zwaard uit zijn lichaam getrokken te hebben. Net zoals bij de Colossi komt er zwart bloed uit de wonde en wordt plots zijn hele lichaam in duisternis gehuld. Hij groeit  uit tot een gehoornde Colossus: zijn uiteindelijke prijs is betaald. Dormin spreekt: “Gij scheidde ons lichaam in zestien segmenten voor een eeuwigheid om onze macht weg te verzegelen… wij, Dormin, zijn opnieuw herrezen.” Emon reageert geschokt: “Dus het is waar!” Dormin antwoordt: “We hebben het lichaam van deze krijger geleend…” Alle schimmen verzamelen nu en vormen in totaal de Dormin.
Terwijl de soldaten en Emon met het zwaard wegrennen, probeert Dormin hen in te halen. Maar door de beperkte ruimte in de tempel is het bewegen moeilijk. De strijders ontsnappen, lopen de spiraalvormige trap op en Emon beveelt om zijn paard klaar te maken voor vertrek. Hij neemt het ‘Oude Zwaard’, gooit dit van de top van de trap naar beneden in een centrale waterpoel en roept: “Wees weg, vuil beest!” Het zwaard valt in de poel en plots schijnt er een zeer helder licht uit de poel. Een sterke wind zet aan in de tempel terwijl Dormin compleet wordt opgezogen tot er alleen nog een schaduwachtige Wander overblijft die tevergeefs bij zijn geliefde probeert te geraken, die nog steeds levenloos op het altaar ligt. De jongen is geen partij voor deze grote kracht en wordt mee opgezogen in de poel.
De kracht in de tempel is verdwenen en terwijl de ruiters wegrijden , verdwijnen ook de gigantische steunpilaren van de brug. De kwaadaardige kracht is ongedaan gemaakt. Niemand zal het land ooit nog betreden . De strijders hebben de andere kant bereikt van de brug en kijken toe op de ingestorte constructie. Emon spreekt zijn laatste woorden uit vooraleer hij vertrekt: “Slechte onpure ziel…nu zal geen enkele mens nog deze landen betreden. Zou je nog in leven zijn? Als het zelfs mogelijk zou zijn om te blijven leven in deze afgesloten landen… dan zal je, op een dag, misschien boete doen voor wat je hebt gedaan.” Plots wordt Mono wakker en zit ze rechtop op het altaar. Stilte overheerst. Maar de stilte wordt plots verbroken als ze iemand hoort op de trappen stappen. Het blijkt Agro te zijn, het arme dier heeft met een gebroken poot de hele weg terug gelopen. Mono herkent onmiddellijk het paard en aait het.
Tezamen stappen ze naar de afgesloten poel waar Mono tot haar grote verbazing een baby ziet liggen. Wander blijkt nog steeds te leven, maar heeft boete gedaan door opnieuw zijn levenscyclus te beginnen. Mono neemt het kind in haar armen terwijl Agro traagjes de spiraalvormige trap beklimt. Mono volgt hem en merkt op dat Agro haar de tempel opleidt, naar een verborgen tuin ergens hoog op de tempel waar zij, Agro en de baby begroet worden door liefdevolle dieren en een mooi, groen grastapijt. Een havik vliegt boven hen de lucht in en roept nog eenmaal uit voordat het scherm compleet zwart wordt en het verhaal ten einde is.

## HD versie
Op de Tokyo Game Show van september 2010 werd de HD versie van Shadow of the Colossus aangekondigd voor de PlayStation 3. Deze vernieuwde versie bevat full HD beelden (1080p) en heeft tevens de optie om het spel in 3D te spelen. Daarnaast biedt de HD versie de mogelijkheid om Trophies te winnen zodra diverse uitdagingen zijn behaald in het spel. Deze HD versie maakt deel uit van de Ico / Shadow Of The Colossus Collection en bevat tevens het spel ICO (dit spel heeft dezelfde verbeteringen als Shadow of the Colossus). Beide spellen draaien op 30 fps, waardoor de beelden van vooral Shadow of the Colossus veel vloeiender zijn. De originele PlayStation 2 versie had nogal wat last van vertraagde beelden zodra er veel grafische kracht nodig was van de PlayStation 2. De Ico / Shadow Of The Colossus Collection zal uitkomen op 28 september 2011.

## Vervolg
In februari 2007 maakte het Japanse tijdschrift Famitsu bekend dat het team dat verantwoordelijk was voor ICO en Shadow of the Colossus aan het werk is aan een nieuw spel voor de PlayStation 3. Inmiddels is bekend dat dit het spel The Last Guardian is geworden.

## Trivia
- Het spel is opgenomen in het boek 1001 Video Games You Must Play Before You Die van Tony Mott.